# 珠川こおり
珠川 こおり (たまがわ こおり、2002年 - ) は、日本の小説家。
2002年、東京都生まれ。小学2年生から物語の創作を始め、高校受験時には一時執筆を中断したが、高校入学直後に、加藤シゲアキの『ピンクとグレー』を読んだことをきっかけに再開。2020年、2作目の長編小説『檸檬先生』で第15回小説現代長編新人賞を、史上最年少の18歳で受賞した。
デビュー作の『檸檬先生』は、音や数字に色が見える「共感覚」という特殊な感覚を持つ中学3年生の少女と小学3年生の少年の出会いの話を通じて、「普通」とは何か、ということを読者に投げかけてくる作品となっている。装画を漫画家の山口つばさが担当し、また物語の世界観を映像と音楽で表現したプロモーション動画をYouTubeで公開したこともあり、単行本としては珍しく読者の中心が10～20代であるという。

## 作品
- 『檸檬先生』 講談社 2021年5月刊 ISBN 9784065228296
- 『マーブル』 講談社 2022年7月刊 ISBN 9784065284421

### アンソロジー
「」内が珠川こおりの作品
- 『1と0と加藤シゲアキ』（2022年9月30日、KADOKAWA ）「渋谷と廃墟」 - 加藤シゲアキ責任編集の書籍の競作企画